# Vilkaviškio konservai
Die AB Vilkaviškio konservai war ein litauisches Unternehmen für verschiedene Konserve und die Apfel-Dicksaft-Produktion. Das in Vilkaviškis ansässige Unternehmen hielt den größten Marktanteil im Baltikum. Es hat auch zusätzliche Geschäftstätigkeit. Man produzierte eine Vielzahl von Füllungen, Marmelade, Tomatensoßen.  Tomatensauce wurde nach den alten Rezepten hergestellt, ohne chemische Zusätze, mit dem Konservierungsmittel (Kaliumsorbat).

## Geschichte
Das erste Produkt der Konservenfabrik Vilkaviškis (Vilkaviškio konservų fabrikas) war Kirschen-Marmelade. Sie wurde ab 1962 in Sowjetlitauen gemacht. Nach 25 Jahren der Herstellung gab es  Konserve schon mit 80 Namen. Die Fabrik produzierte im Jahr  25–26 Mio. Schalen (relatives Gewicht  einer Schale: 475 g) in Konservendosen. Man  verarbeitete jedes Jahr 1.500 Tonnen Rüben, etwa 800 Tonnen Kartoffeln, 400 Tonnen Karotten, etwa 5000 Tonnen Äpfel und etwa 1.000 Tonnen von Obst und Beeren. In der Fabrik gab es 1.500 Mitarbeiter. Die Fabrik unterstand dem Ministerium für Obst und Gemüse (Vaisių ir daržovių ūkio ministerija). Am 21. November 1990 wurde die Konservenfabrik Vilkaviškis zu Akcinė bendrovė „Vilkaviškio konservai“ (mit dem Sitz bei Pramonės-Str. 13). Am 10. April 2002 wurde „Vilkaviškio konservai“ aufgelöst.
Am 25. Januar 1999 wurde die geschlossene Aktiengesellschaft "Vaiskona" (UAB) in der ehemaligen Konservenfabrik (Pramonės Str. 13) gegründet. Von 1999 bis 2003 wurde es von Rymantas Sinkevičius geleitet. Das Unternehmen nutzt die  Geräte Schweizer Firma „BUCHER – Unipektin“. 2012 erreichte es einen Umsatz von 6 Mio. Euro.
Über 80 % der Produktion exportiert man nach andere EU-Länder wie Polen, Deutschland, Österreich und Italien. 2010 kaufte man  4.000 Tonnen Äpfel von Landwirten und Einwohnern. Am 16. November 2010 gründete man ein Tochterunternehmen UAB "Vaiskona Cargo" (Direktor Vilmantas Navickas von 2010 bis 2011). 2012 hatte es 15 Mitarbeiter.